# Víktor Lipsnis
Víktor Lipsnis   (Nijin, 6 de desembre de 1933 - Kíiv, 25 de setembre de 1997) fou un atleta ucraïnès, especialista en el llançament de pes, que va competir sota bandera de la Unió Soviètica durant les dècades de 1950 i 1960.
El 1960 va prendre part en els Jocs Olímpics d'Estiu de Roma, on fou quart en la prova del llançament de pes del programa d'atletisme. Quatre anys més tard, als Jocs de Tòquio, fou desè en la mateixa prova.
En el seu palmarès destaquen dues medalles de plata en la prova del llançament de pes del Campionat d'Europa d'atletisme, el 1958, rere Arthur Rowe, i el 1962, rere Vilmos Varjú; així com una medalla d'or en les Universíades de 1961. A nivell nacional va obtenir tres campionats nacionals de pes entre 1960 i 1962 i va establir fins a set rècords soviètics en pes.
Una vegada retirat va exercir d'entrenador d'atletisme.

## Millors marques
- Llançament de pes. 19.35 metres (1964)[8]